# Perdiu becllarga
La perdiu becllarga (Rhizothera longirostris) és una espècie d'ocell de la família dels fasiànids (Phasianidae) que habita boscos, especialment de bambú de la península de Malaca i les terres baixes de Sumatra i Borneo.